# Bijschildklier
De bijschildklieren of glandulae parathyroideae zijn kleine kliertjes ter grootte van een erwt en bevinden zich aan weerszijden van de schildklier aan de boven- én onderkant (in totaal dus vier klieren). Sommige mensen hebben echter een ander aantal bijschildklieren. Ze hebben afgezien van de ligging verder niets te maken met de schildklier.
De bijschildklieren produceren parathyreoïdhormoon (PTH). PTH verhoogt de calciumspiegel in het bloed, onder meer door de activiteit van osteoclasten te vergroten. Ook wordt de calciumabsorptie in de nier verhoogd. Naast de calciumspiegel wordt ook de fosfor- en magnesiumhuishouding beïnvloed door PTH.
Het parathyreoïdhormoon heeft een antagonistische werking aan het calcitonine, geproduceerd door de schildklier zelf.